# Eliseu García i Ripoll
Eliseu García i Ripoll, (Petrer 1967) és un music, oboista, contrabaixista i dolçainer. A més és un dels fundadors de la Colla El Terrós de Petrer, de la qual és mestre i director des de l'inici i de la Colla Jove de l'Escola de Música Tradicional i Dansa.
Va nàixer a Petrer el 11 de desembre de 1967, i es va formar musicalment en la Societat Unió Musical de Petrer amb D. Bartolomé Mestre Reus a partir de Setembre de 1980 i des de 1988 amb D. José Díaz Barceló. Va ser membre fundador de la Colla el Terròs. Fa experiències que surten del tradicionalisme en combinar la música de colla amb percussió llatina o en combinar dues dolçaines amb orgue en obres del barroc. Ha actuat amb nombroses formacions musicals del País Valencià, des de grups de música tradicional com Al Tall.
És un dels autors de Cançonetes de fil i cotó (1988) un llibre on reflecteix una gran part del folklore musical local de Petrer i de Dolçaina i tabalet, música tradicional a Callosa d'en Sarrià (2006), treball d'investigació sobre les arrels i el folklore musical d'aquests instruments al poble Callosí.